# Horgau
Horgau est une commune allemande de Bavière située dans l'arrondissement d'Augsbourg et le district de Souabe.

## Géographie

Situation de Horgau dans l'arrondissement d'Augsbourg

Horgau est située dans le Parc naturel d'Augsbourg-Westliche Wälder, sur la rivière Roth, sous-affluent du Danube par la Zusam, à 18 km à l'ouest d'Augsbourg.
La commune est composée des huit villages et hameaux suivants : Auerbach, Bieselbach, Herpfenried, Horgau, Horgauergreut, Lindgraben, Schäfstoß et Ziegelhauserhof.
Communes limitrophes (en commençant par le nord et dans le sens des aiguilles d'une montre) : Adelsried, Aystetten, Diedorf, Kutzenhausen, Dinkelscherben et Zusmarshausen.

## Histoire
D'après les fouilles effectuées sur le territoire communal, il est probable que le camp du roi Otton Ier du Saint-Empire avant la bataille du Lechfeld contre les Hongrois en 955 ait été établi près de Horgau.
Cependant, la première mention écrite du village date de 1126.
Le 26 janvier 1462, les villages de Horgau et Horgauergreuth sont détruits par les soldats augsbourgeois révoltés contre le duc Louis IX de Bavière.
Au cours des derniers combats de la guerre de Trente Ans, en 1648, Peter Melander est mortellement blessé en portant secours à l'armée austro-bavaroise pendant la bataille de Zusmarshausen. Par ailleurs, 2 000 soldats trouvent la mort à cette occasion.
Plusieurs églises sont construites ou réaménagées au début du XVIIIe siècle dans le style baroque.
En 1818, Horgau est érigé en commune et intégré à l'arrondissement de Zusmarshausen jusqu'à la disparition de ce dernier en 1922. L'ouverture d'une ligne de chemin de fer entre Augsbourg et Welden permet la création d'une gare en 1903. Cette ligne a fonctionné jusqu'en 1986, c'est à présent une piste cyclable.
Durant la Seconde Guerre mondiale, Horgau est le siège d'un camp annexe du camp de concentration de Dachau où les travailleurs forcés sont employés par la Deutsche Reichsbahn et l'entreprise Messerschmitt.
Lors des réformes administratives des années 1970, les communes de Auerbach et de Horgauergreuth sont incorporées à celle de Horgau mais en 1978, la commune de Horgau est dissoute et intégrée à la ville de Zusmarshausen. Le 27 octobre 1983, Horgau retrouve son indépendance.

## Démographie
| 1840  | 1871  | 1900  | 1925  | 1939  | 1950  | 1961  | 1970  | 1987  |
| ----- | ----- | ----- | ----- | ----- | ----- | ----- | ----- | ----- |
| 1 159 | 1 164 | 1 104 | 1 163 | 1 165 | 1 700 | 1 483 | 1 591 | 2 012 |

| 2000  | 2005  | 2009  | - | - | - | - | - | - |
| ----- | ----- | ----- | - | - | - | - | - | - |
| 2 492 | 2 495 | 2 502 | - | - | - | - | - | - |

## Monuments

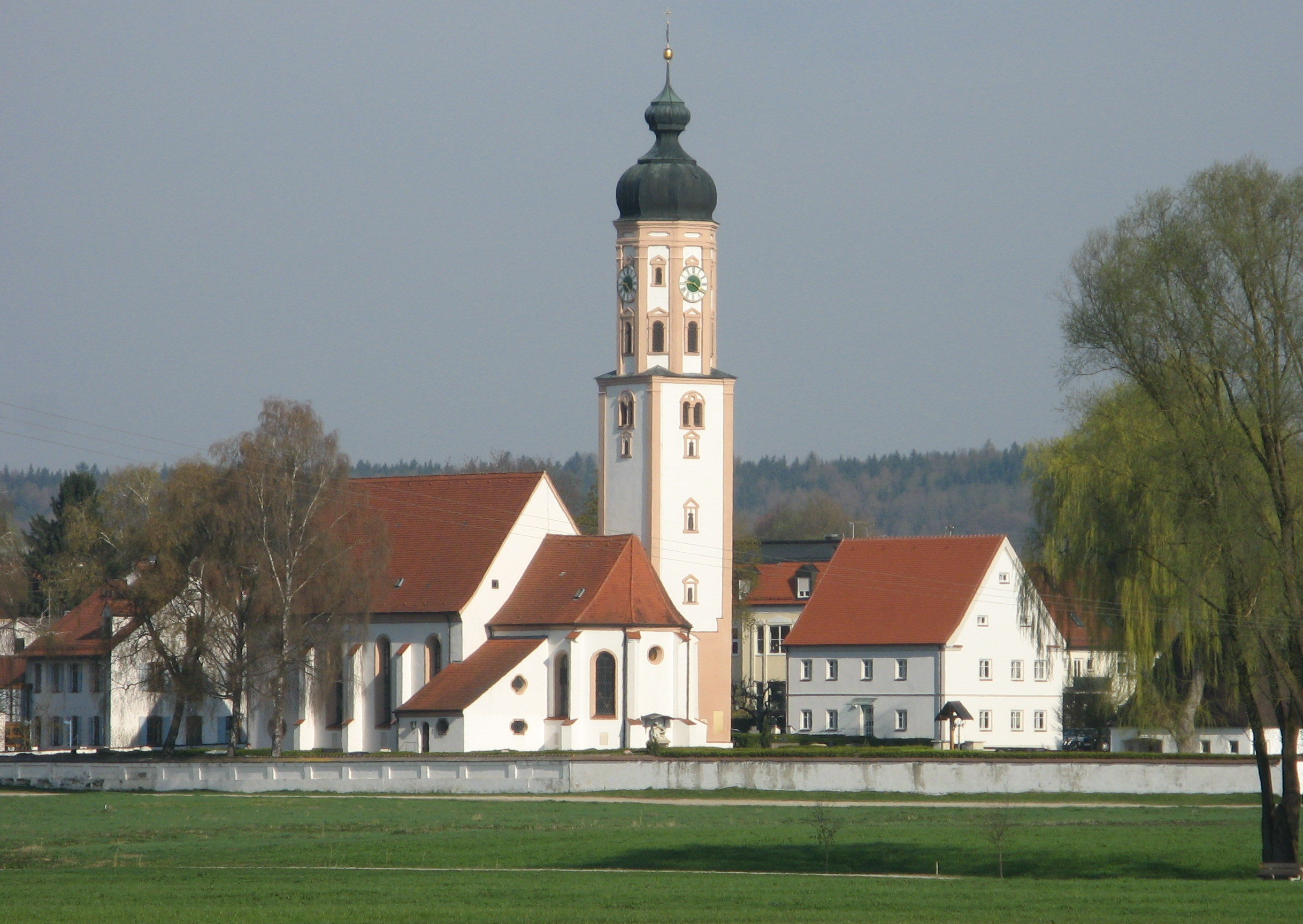
L'église St Martin de Horgau

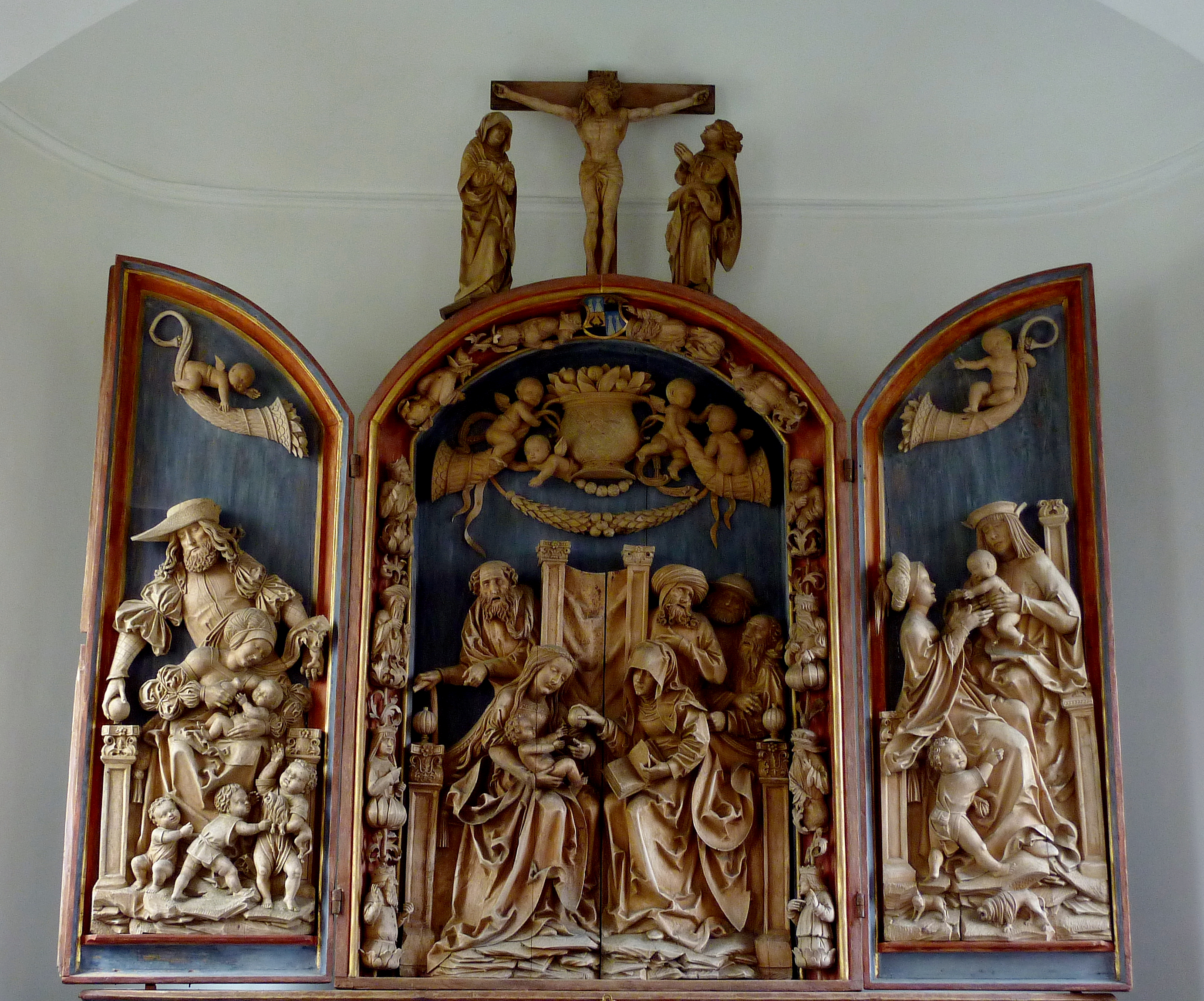
Le polyptyque de Bieselbach

- Église catholique St Martin de Horgau, de style baroque ;
- Chapelle baroque St François-Xavier de Bieselbach (1747), polyptyque (Bieselbacher Altar) en bois datant de 1510, dû à Daniel Mauch (1477-1540), représentant la Sainte Famille élargie, thème très populaire dans la statuaire germanique du XVe siècle et du XVIe siècle.

## Jumelage
- Bundenthal (Allemagne) depuis 1990, dans l'arrondissement du Palatinat-Sud-Ouest en Rhénanie-Palatinat.